# ویرز بیچ (نیوهمپشایر)
ویرز بیچ (به انگلیسی: Weirs Beach) یک منطقهٔ مسکونی در ایالات متحده آمریکا است که در شهرستان بلنپ، نیوهمپشایر واقع شده است. ویرز بیچ ۱۶۳٫۰۷ متر بالاتر از سطح دریا واقع شده است.